# Indywidualne Mistrzostwa Szwecji na Żużlu 1996
Indywidualne Mistrzostwa Szwecji na Żużlu 1996 – cykl turniejów żużlowych, mających wyłonić najlepszych żużlowców szwedzkich. Tytuł wywalczył Jimmy Nilsen (Rospiggarna Hallstavik).

## Finał
- Hallstavik, 24 sierpnia 1996

| Msc. | Zawodnik          | Klub                   | Pkt |  |  |
| ---- | ----------------- | ---------------------- | --- |  |  |
| 1    | Jimmy Nilsen      | Rospiggarna Hallstavik | 15  |  |  |
| 2    | Tony Rickardsson  | Valsarna Hagfors       | 14  |  |  |
| 3    | Henrik Gustafsson | Indianerna Kumla       | 12  |  |  |
| 4    | Daniel Andersson  | Indianerna Kumla       | 11  |  |  |
| 5    | Tony Olsson       | Bysarna Visby          | 10  |  |  |
| 6    | Stefan Andersson  | Indianerna Kumla       | 8   |  |  |
| 7    | Peter Karlsson    | Örnarna Mariestad      | 8   |  |  |
| 8    | Niklas Klingberg  | Örnarna Mariestad      | 7   |  |  |
| 9    | Emil Lindqvist    | Rospiggarna Hallstavik | 7   |  |  |
| 10   | Mikael Teurnberg  | Rospiggarna Hallstavik | 7   |  |  |
| 11   | Erik Stenlund     | Rospiggarna Hallstavik | 5   |  |  |
| 12   | Conny Ivarsson    | Vetlanda               | 5   |  |  |
| 13   | Einar Kyllingstad | Rospiggarna Hallstavik | 4   |  |  |
| 14   | Mikael Karlsson   | Örnarna Mariestad      | 3   |  |  |
| 15   | Claes Ivarsson    | Vetlanda               | 3   |  |  |
| 16   | Stefan Dannö      | Vetlanda               | 1   |  |  |